# NetApp
網絡器械公司（英語：NetApp, Inc.）是一間美國上市科技公司，以網路及儲存設備和服務販賣為主。財富美國500強的成員，曾當選FORTUNE雜誌評比美國最值得上班的公司第一名。

## 历史
Network Appliance 公司於1992年由 David Hitz、James Lau 和 Michael Malcolm 等人成立。1994年起發行IPO於1995年的互聯網泡沫熱潮影響下，銷售額迅速達到1億美元，因為該公司的銷售額節節攀升。納斯達克當年把它與谷歌並稱為成長最快的公司。
2008年3月，Network Appliance 改名為 NetApp。此外，公司的財富分紅制度使其連續3年評比“美國最值得上班的公司”首位。并且連續三年位列前15名，先後連續七年進入財富美國500強。

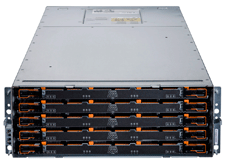
E5400雲端儲存器

## 外部連結
- NetApp（页面存档备份，存于）
- 日本NetApp（页面存档备份，存于）